# Гришонки
Гришо́нки (рос. Гришонки) — присілок у складі Афанасьєвського району Кіровської області, Росія. Входить до складу Пашинського сільського поселення.
Населення становить 1 особа (2010, 13 у 2002).
Національний склад станом на 2002 рік — комі-перм'яки 62 %, росіяни 38 %.